# Mohammed Awaed
Mohammed Awaed (in ebraico מוחמד עואד‎?; Tamra, 9 giugno 1997) è un calciatore israeliano, attaccante del Pas de la Casa.

## Caratteristiche tecniche
È un attaccante mancino, in grado di giocare sia come prima che come seconda punta. È stato schierato spesso anche come esterno d'attacco.

## Carriera

### Club
Cresciuto nelle giovanili del Maccabi Haifa, debutta in prima squadra il 10 settembre 2016 sul campo del Bnei Yehuda Tel Aviv subentrando all'ottantottesimo minuto al posto del compagno di squadra Firas Mugrabi. Nella stagione disputa la UEFA Youth League, realizzando una tripletta allo Shakhtjor Soligorsk il 5 ottobre 2016 al suo debutto internazionale. Il primo gol fra i professionisti arriva invece sei mesi più tardi, quando il Maccabi Haifa ospita il Beitar Gerusalemme, vincendo per tre reti a due: Awaed realizza il gol del momentaneo 1-1.
Confermato in prima squadra per la stagione 2017-2018, Awaed non riesce a ritagliarsi un posto fra i titolari nei primi mesi di campionato, salvo esordire da titolare il 16 dicembre nella sconfitta interna contro lo Bnei Yehuda Tel Aviv. La stagione dei verdi si rivela molto complicata, e al termine della regular season il Maccabi è costretto a disputare i play-out. Awaed dà un contributo alla salvezza realizzando un gol contro l'Hapoel Acre.
Il 2018-2019 si rivela invece essere la stagione più prolifica dell'attaccante israeliano. Entrato nelle gerarchie della squadra guidata da Fred Rutten, Awaed realizza sette reti, venendo schierato sia come punta centrale che come esterno nel tridente offensivo. Il campionato si conclude con un buon terzo posto per i verdi, ma Awaed è costretto ad assistere le ultime due partite dalla tribuna a causa di un rosso diretto rimediato nel match interno contro l'Hapoel Hadera.
Grazie a questo risultato il Maccabi torna a disputare le coppe europee, dove Awaed esordisce l'11 luglio 2019 nel match casalingo contro gli sloveni del NŠ Mura. In occasione di questa partita realizza anche il suo primo gol internazionale, e con un risultato complessivo di 5-2 (Awaed segna anche nella gara di ritorno vinta per 2-3) il Maccabi passa al turno successivo, dove però viene eliminato dallo Strasburgo. In campionato l'attaccante israeliano fatica a trovare con continuità un posto da titolare, restando fuori per più di un mese a causa di un infortunio alla caviglia. Il campionato si conclude con il secondo posto alle spalle del Maccabi Tel Aviv e cinque reti all'attivo per Awaed.
Inizia la stagione 2020-2021 disputando appena cinque minuti della trasferta vincente contro l'Hapoel Hadera. L'8 settembre 2020 il Maccabi Haifa annuncia che Awaed ha firmato un rinnovo di contratto per tre stagioni, e che passerà il resto della stagione in prestito al Lech Poznań, militante nella massima divisione polacca. Realizza il suo primo con la maglia dei kolejorz il 25 ottobre, segnando il gol del pareggio all'84' nel match interno contro il Cracovia terminato 1-1. Parte titolare per la prima volta il 2 novembre, giocando come trequartista nella gara contro lo Znicz Pruszków di Puchar Polski vinta per 2-3, dove realizza anche il gol del momentaneo 0-1.

### Nazionale
Il 5 settembre 2017 Awaed esordisce con la nazionale U-21 israeliana, disputando 26' minuti nella trasferta contro i pari età della Norvegia. Nella gara di ritorno gioca altri 16' minuti, ma in nessuna delle due gare riesce a segnare.
Ad ottobre 2018 viene convocato in nazionale maggiore dal commissario tecnico Andreas Herzog per le gare di UEFA Nations League contro Scozia e Albania. In entrambe le gare assiste dalla panchina.

## Statistiche

### Presenze e reti nei club
Statistiche aggiornate al 22 agosto 2020.
| Stagione             | Squadra              | Campionato           | Campionato | Campionato | Coppe nazionali | Coppe nazionali | Coppe nazionali | Coppe continentali | Coppe continentali | Coppe continentali | Altre coppe | Altre coppe | Altre coppe | Totale | Totale |
| Stagione             | Squadra              | Comp                 | Pres       | Reti       | Comp            | Pres            | Reti            | Comp               | Pres               | Reti               | Comp        | Pres        | Reti        | Pres   | Reti   |
| -------------------- | -------------------- | -------------------- | ---------- | ---------- | --------------- | --------------- | --------------- | ------------------ | ------------------ | ------------------ | ----------- | ----------- | ----------- | ------ | ------ |
| 2016-2017            | Maccabi Haifa        | L                    | 11         | 1          | GM              | 1               | 0               | -                  | -                  | -                  | -           | -           | -           | 12     | 1      |
| 2017-2018            | Maccabi Haifa        | L                    | 16         | 1          | GM              | 2               | 0               | -                  | -                  | -                  | -           | -           | -           | 18     | 1      |
| 2018-2019            | Maccabi Haifa        | L                    | 27         | 7          | GM              | 2               | 1               | -                  | -                  | -                  | -           | -           | -           | 29     | 8      |
| 2019-2020            | Maccabi Haifa        | L                    | 26         | 5          | GM              | 2               | 0               | UEL                | 3                  | 2                  | -           | -           | -           | 31     | 7      |
| ago.-set. 2020       | Maccabi Haifa        | L                    | 1          | 0          | GM              | 0               | 0               | -                  | -                  | -                  | -           | -           | -           | 1      | 0      |
| Totale Maccabi Haifa | Totale Maccabi Haifa | Totale Maccabi Haifa | 81         | 14         |                 | 7               | 1               |                    | 3                  | 2                  |             | -           | -           | 91     | 16     |
| set. 2020-feb. 2021  | Lech Poznań          | E                    | 9          | 1          | PP              | 1               | 1               | UEL                | 6                  | 0                  | -           | -           | -           | 16     | 2      |
| feb.-mag. 2021       | Maccabi Haifa        | L                    | 0          | 0          | GM              | 0               | 0               | -                  | -                  | -                  | -           | -           | -           | 0      | 0      |
| Totale carriera      | Totale carriera      | Totale carriera      | 90         | 18         |                 | 8               | 2               |                    | 9                  | 2                  |             | -           | -           | 107    | 18     |